# Гринько, Григорий Фёдорович
Григо́рий Фёдорович Гринько́ (укр. Григорій Федорович Гринько; 18 [30] ноября 1890, село Штеповка, Лебединский уезд, Харьковская губерния — 15 марта 1938) — революционер, украинский советский государственный деятель. Член ЦИК СССР 2, 6, 7 созывов, кандидат в члены ЦК ВКП(б) (1934—1937).

## Биография
Родился в семье служащего земской управы в селе Штеповка (Харьковская губерния). Украинец. Обучался на историко-филологических факультетах Московского и Харьковского университетов, не окончил, исключён за участие в студенческих выступлениях. Участник революционного движения на Украине, в 1906—1912 член партии эсеров.
В 1913—1917 — служил в армии, участник Первой мировой войны, младший офицер 1-го лейб-гренадерского Екатеринославского императора Александра III-го полка.
Организатор и руководитель Украинской партии социалистов-революционеров (боротьбистов) (август 1919 — март 1920). С 1920 в РКП(б), с зачётом партийного стажа с 1919.
- В 1919—1920 — член Всеукраинского революционного комитета. Участвовал в ликвидации белогвардейских и повстанческих отрядов на Украине.
- В 1920—1922 нарком просвещения Украины. В 1920-е на партийной и хозяйственной работе на Украине.
- 1922—1923 и 1925—1926 — председатель Госплана УССР.
- 1923—1925 председатель Киевского губисполкома и Киевского горсовета.
- 1926—1929 заместитель председателя Госплана СССР.
- 1929—1930 заместитель наркома земледелия СССР.
- С 18 октября 1930 нарком финансов СССР.
- 26 января—10 февраля 1934 года делегат XVII съезда ВКП(б) с совещательным голосом[3].

13 августа 1937 года освобождён от этой должности и исключён из ВКП(б), а 17 августа арестован. Содержался в Лефортовской тюрьме. На допросах признал себя виновным. Был одним из обвиняемых на Третьем Московском процессе. Обвинялся в «троцкизме, сотрудничестве с немецкой, итальянской, японской и американской разведками, подготовке убийства Сталина и Ежова и других членов правительства». В последнем слове заявил:
Я смею сказать о моей радости по поводу того, что наш злодейский заговор раскрыт и предотвращены те неслыханные беды, которые мы готовили.
Расстрелян 15 марта 1938 года на полигоне Коммунарка.
15 июня 1959 года реабилитирован и восстановлен в КПСС посмертно.

## Киновоплощение
- 1943 — «Миссия в Москву» (США) — Джон Эббот

## Интересный факт
Когда Гринько занимал должность народного комиссара финансов, в обращении находились бумажные деньги достоинством в 1, 3 и 5 рублей, на которых изображалась его подпись. После ареста Гринько в 1937 году обращение денег с подписью «врага народа» выглядело «неправильным» с политической точки зрения. В связи с этим было принято решение выпустить денежные знаки тех же номиналов с аналогичным внешним видом, но уже без подписи Гринько, причём, во избежание повторения подобной ситуации предусматривалось впредь выпускать бумажные деньги уже без изображения чьих-либо подписей, например, подписи преемника Гринько на посту народного комиссара финансов — В. Я. Чубаря. Решение действительно оказалось точным, поскольку позднее Чубарь также был арестован и расстрелян.

## Изображения

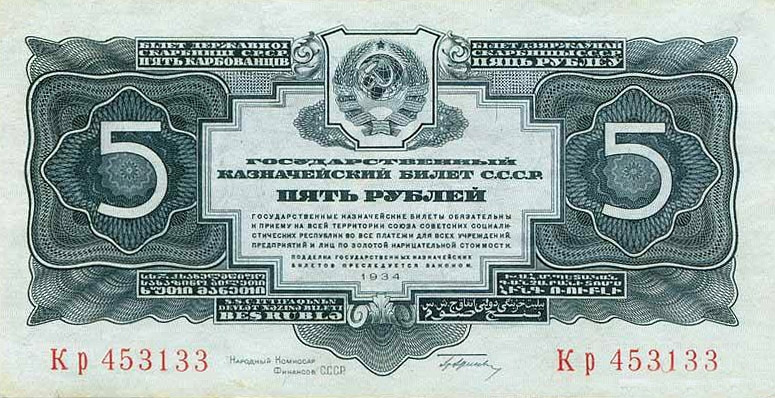
5-рублёвая купюра Госбанка СССР образца 1934 года, до ареста Наркомфина Г. Ф. Гринько
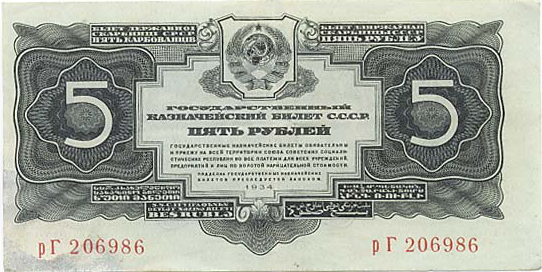
Купюра такого же достоинства эмиссии 1937 года
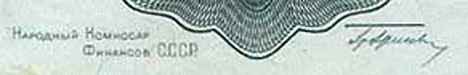
Подпись Г. Ф. Гринько, исчезнувшая с купюр после его ареста